# Maison-musée de Lope de Vega

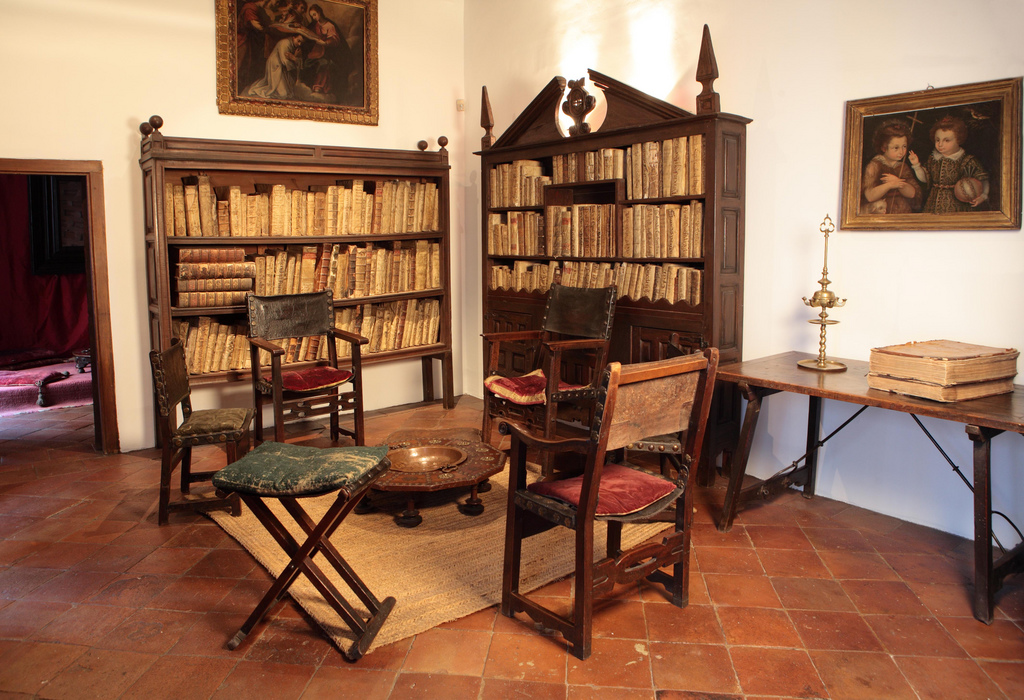
Reconstitution de l'étude de Lope de Vega.

La Casa-Museo de Lope de Vega (Maison-musée de Lope de Vega) est un musée madrilène qui se trouve au numéro 11 de la rue Cervantes.

## Description
La maison est un exemple typique d'habitation commune du XVIIe siècle. Elle a été terminée de construire en 1578. Ayant acheté la maison en 1610 pour 9 000 reals, Lope de Vega y a vécu les vingt-cinq dernières années de sa vie avec sa seconde épouse, Juana Guardo, jusqu'à sa mort en 1635. Une de ses filles en hérite ensuite, puis un neveu qui la vend en 1674. 
En 1929, sa propriétaire, Antonia García de Cabrejo, y crée une fondation pour apprendre la dentelle aux orphelines. N'ayant pas d'héritier, après sa mort la fondation devient en 1931 propriété de la Académie royale espagnole, qui en est toujours propriétaire. Après restauration, la Casa-Museo de Lope de Vega est inaugurée en 1935. 
Entre 1973 et 1975, la maison est de nouveau restaurée par Fernando Chueca Goitia (es), qui y reconstitue les différentes pièces d'origine.
Une troisième restauration, après celles des années 1930 et des années 1970, a été réalisée entre 1990 et 1992.

### Sources
- (en) Cet article est partiellement ou en totalité issu de l’article de Wikipédia en anglais intitulé « Casa-Museo Lope de Vega » (voir la liste des auteurs).